# Cassaniouze
Cassaniouze är en kommun i departementet Cantal i regionen Auvergne-Rhône-Alpes i mitten av Frankrike. Kommunen ligger  i kantonen Montsalvy som ligger i arrondissementet Aurillac. År 2022 hade Cassaniouze 503 invånare.

## Befolkningsutveckling
Antalet invånare i kommunen Cassaniouze
Referens:INSEE